# Apalus bimaculatus
Apalus bimaculatus – gatunek chrząszcza z rodziny oleicowatych.

## Morfologia
Chrząszcz o wydłużonym ciele długości od 10 do 11 mm. Głowa i przedplecze są matowo czarne, gęsto punktowane, gęsto porośnięte długimi, odstającymi włoskami. Sięgające środka długości ciała czułki są czarne, a pierwszy ich człon również porastają długie, czarne, odstające włoski. Przedplecze wyraźnie zwęża się od kątów przednich do tylnej krawędzi. Pokrywy są słomkowożółte do żółtobrązowych, zwykle z parą czarnych, podługowato-owalnych plamek przed wierzchołkiem. Brzegi boczne pokryw są nierozszerzone. Barwa odnóży jest czarna. Tylna ich para ma zgrubiałe zewnętrzne ostrogi wierzchołkowe goleni. Odwłok jest całkowicie nakryty pokrywami, u samca czarny, u samicy zwykle z brązowawym odcieniem.

## Ekologia i występowanie
Owad ten zasiedla stanowiska piaszczyste i otwarte, w tym wydmy, pobrzeża rzek, piaskownie, żwirownie i pobocza dróg. Postacie dorosłe pojawiają się podczas ciepłych i słonecznych dni wczesną wiosną, zwykle w marcu lub kwietniu, ale czasem już w lutym. Żerują na pyłku, w tym na kwiatach smagliczki kielichowatej. Samce giną po kopulacji, a samice po złożeniu jaj. Larwy są kleptopasożytami samotniczej pszczoły lepiarki wiosennej. Pierwszym stadium jest ruchliwy trójpazurkowiec, który czepia się pszczoły (forezja) i w ten sposób przenoszony jest do gniazda. Tam kolejne stadia larwalne wyjadają zapasy pyłku, niewyklute jaja oraz wylęgnięte larwy pszczół. Tam też odbywa się ich zimowanie.
Gatunek palearktyczny. W Europie znany jest z Hiszpanii, Francji, Niemiec, Austrii, Szwajcarii, Włoch, Danii, Szwecji, Norwegii, Finlandii, Estonii, Łotwy, Litwy, Polski, Czech, Słowacji, Węgier, Ukrainy, Rumunii, Bułgarii,  Chorwacji, Bośni i Hercegowiny oraz europejskiej części Rosji. W Afryce Północnej notowany jest z Maroka, Algierii, Tunezji i Libii. W Azji podawany jest z syberyjskiej części Rosji, anatolijskiej części Turcji, Syrii, Kazachstanu, Turkmenistanu i Japonii. Z Polski gatunek ten po raz pierwszy wykazano w sposób pewny w 2023 roku z Beskidu Niskiego; wcześniejsze, XX-wieczne doniesienie okazało się być błędne.